# Halacarellus rhaphidochela
Halacarellus rhaphidochela is een mijtensoort uit de familie van de Halacaridae. De wetenschappelijke naam van de soort is voor het eerst geldig gepubliceerd in 1973 door Krantz.